# Armelle Flichy
Armelle Flichy est une danseuse sur glace française. Elle est championne de France 1963.

## Biographie

### Carrière sportive
Armelle Flichy patine cinq saisons à haut-niveau international avec Pierre Brun de 1958 à 1963. Ils sont triples vice-champions de France de 1960 à 1962, derrière leurs compatriotes Christiane Elien et Jean-Paul Guhel. Ils deviennent champions de France en 1963 à Boulogne-Billancourt. Ensemble ils représentent la France à quatre championnats européens (1960 à Garmisch-Partenkirchen, 1961 à Berlin-Ouest, 1962 à Genève et 1963 à Budapest) et deux mondiaux (1962 à Prague et 1963 à Cortina d'Ampezzo).
Elle arrête les compétitions sportives après les mondiaux de 1963.

## Palmarès
| Compétition                                                                                            | 1959 | 1960 | 1961 | 1962 | 1963 |
| Championnats du monde                                                                                  |      |      | CA   | 14e  | 12e  |
| Championnats d’Europe                                                                                  |      | 8e   | 9e   | 10e  | 10e  |
| Championnats de France                                                                                 | 3e   | 2e   | 2e   | 2e   | 1re  |
| Légende : CA = Championnats du monde 1961 annulés à cause de la catastrophe aérienne du vol 548 Sabena |      |      |      |      |      |